# 真田慶子
真田 慶子（さなだ けいこ、1981年〈昭和56年〉10月13日 - ）は、日本の女優・ダンサー。千葉県出身。女性。身長164cm。てんびん座。SUNBEAM（サンビーム）所属。
特技は器械体操。

## 人物像
- 特技は器械体操、バレーボール[要出典]。
- ダンス歴は、クラシックバレエ 10年、ジャズ 7年、タップダンス 2年[要出典]。

## 出演
太字は主演

### 舞台
- ラプソディ（2005年、シアターVアカサカ）[3]
- まぼろし新撰組（2005年、シアターVアカサカ）[3]
- クラブゴールドジパング（2006年、シアターサンモール） - ハナビ 役[3]
- ロッケンロールファイヤー！！（2007年、スペースゼロ） - 菅野幸子 役[3]
- GIFT（2007年、東京グローブ座）[3]
- アプローズ（2008年、シアターBRAVA!〈大阪〉／東京グローブ座〈東京〉）[3]
- GIFT（2008年、天王洲銀河劇場）[3]
- HONK!（2009年）[3]
- ミー&マイガール（2009年、帝国劇場／中日劇場）[1][3]
- 00ルパン（2010年、池袋シアターグリーン）[3]
- バウンティフルへの旅（2010年、MAKOTOシアター銀座）[3]
- あの手この手（2010年、小劇場楽園）[3]
- 銀河英雄伝説（2011年、青山劇場）[3]
- ビクター・ビクトリア（2011年、ル・テアトル銀座）[1][3]
- お悩みはご一緒に！！（2011年、紀伊國屋サザンシアター）[3]
- パルレ（2012年、三越劇場）[3]
- ブロードウェイ・ミュージカルライブ2012（2012年、新国立劇場）[3]
- 華麗なるミュージカル音楽の世界　ガラコンサート2012（2012年、新国立劇場）[3]
- 沢田知可子 25th Anniversary Special　アダージョ（2012年、さくらホール）[3]
- 沢田知可子～永遠のハーモニー2013～（2013年、神奈川県民ホール／中野サンプラザ）[3]
- バクマツ。（2013年、IMAホール）[3]
- 殺しのリハーサル（2013年、中目黒キンケロシアター）[3]
- これから……。（2014年、博品館劇場）[3]
- こむら返りと四十肩（2014年、博品館劇場）[3]
- 南太平洋（2016年、新国立劇場ほか）[1][3]
- キス・ミー・ケイト（2017年、新国立劇場ほか）[1][3]
- 屋根の上のヴァイオリン弾き（2017年、日生劇場／梅田芸術劇場／博多座／ウェスタ川越ほか）[1][3]
- キス・ミー・ケイト（2018年、東京芸術劇場ほか）[1][3]
- 銀河鉄道999　さよならメーテル～僕の永遠（2019年、明治座〈東京〉／梅田芸術劇場〈大阪〉）[3]
- ラ・マンチャの男（2019年、帝国劇場／フェスティバルホールほか） - ムーア人の娘 役[1][3]
- 屋根の上のヴァイオリン弾き（2021年、日生劇場ほか）[3]
- 銀河鉄道999 THE MUSICAL（2022年、日本青年館）[3]

- 2001年 3月 ミュージカル「ラプソディ」
- 2001年 8月 劇団OPA 第7回公演 ミュージカル「蒲田行進曲」
- 2002年 2月 ミュージカル「白いライオン」 （チチ役） [ 東京芸術劇場 中ホール ]
- 2002年 3月 ミュージカル「ブルーストッキング・レディース」 （相沢百合子役） [ シアターVアカサカ ]
- 2002年 8月 ミュージカル「蒲田行進曲2002」 （クラブのママ役）
- 2002年 9月 劇団OPA 第8回公演 「地蔵通りメルヘン商店街」 （北沢春子役（主演））
- 2003年 4月 レッドチャンネル 第2回公演 コメディ「そしてスクリーンに輝く星のように」 （香島みゆき役（主演））
- 2003年 6月 ミュージカル「LIVE ON 新撰組」 （みゆき役） [ かめありリリオホール ]
- 2003年 9月 劇団OPA 第9回公演 「地蔵通りメルヘン商店街2003」 （北沢春子役（主演））
- 2003年10月 劇団OPA 第9回公演 「地蔵通りメルヘン商店街2003」 （北沢春子役（主演））
- 2003年11月 劇団OPA 第10回公演 「村岡伊平治伝」 （みつ役） [ アートスフィア ]
- 2004年10月 劇団OPA 第13回公演 ミュージカル「金色姫ものがたり」 （たか役）
- 2005年 1月 劇団OPA 第14回公演 ミュージカル「ラプソディ」 （典子役） [ シアターVアカサカ ]
- 2005年 5月 劇団OPA 第15回公演 ミュージカル「まぼろし新撰組2005」 （ユキ役（主演）） [ シアターVアカサカ ]
- 2005年10月 劇団OPA 第16回公演 「地蔵通りメルヘン商店街2005」 （北沢春子役（主演））
- 2006年 9月  「クラブゴールドジパング」 （ハナビ役） [ シアターサンモール ]
- 2006年12月 Z団第5回公演 「悪鬼の如く－BENKEI－」 [ 六行会ホール ]
- 2007年 2月 ロックミュージカルプロジェクト「ロッケンロールファイヤー!!」 （幸子役） [ スペース・ゼロ ]
- 2007年 3月 劇団TIME LIMITS vol.13 「ASIAN BUTTERFLY」 （メイ役） [ 相鉄本多劇場 ]
- 2007年 7月 きたむらけんじ＆安東和一郎ユニット公演Vol.1 「選挙特番」 （伊藤由希役） [ スタジオ・スパーク1 ]
- 2007年 8月 GUNJI PRODUCE vol.86 「ミュージカルファンタジー ラブ」 （ヘレナ役） [ かめありリリオホール ]
- 2007年12月 オリジナルミュージカル「GIFT」 [ 東京グローブ座 ]
- 2008年 1月 S×Sプロデュース 臣太朗組#01 「Sparkling」 （宮坂恵役） [ 新宿村LIVE ]
- 2008年 3月 劇団SOLD OUT SORRY 第17回公演 「天使の大泥棒〜ほほ笑みのロスタイム〜」 （星野恵役） [ ザムザ阿佐ヶ谷 ]
- 2008年 4月 ARAKAWAヴァドキッズ チャリティ特別公演 「桃太郎がゆく！」 （振付・出演） [ ムーブ町屋 ]
- 2008年 5月 東京学生連盟 Model Production2008 「MOMO」 （振付） [ 世田谷区民会館 ]
- 2008年 9月 ピュアマリー公演 ミュージカル「アプローズ」 [ 大阪/シアターBRAVA! ] [ 東京/東京グローブ座 ]
- 2008年12月 オリジナルミュージカル「GIFT」 [ 天王洲 銀河劇場 ]
- 2009年 3月 ミュージカル「HONK!」 [ 江東区文化センター ]
- 2009年 4月 ミュージカル「HONK!」 [中国地区公演]
- 2009年 6月 ミュージカル「ミー&マイガール」 [ 帝国劇場 ]
- 2009年 8月 西新宿ヤンキース旗揚げ公演 「RE:SET」(リセット) [ 新宿村LIVE ]
- 2009年11月 ミュージカル「HONK!」 [ シアター1010 ]
- 2009年12月 ミュージカル「HONK!」 [近畿地区公演]

### ショー
- 2001年10月 「JACCOMミュージックフェスティバル」 （バックダンサー） [ 新宿コマ劇場 ]
- 2001年12月 「M・D・S SHOWCASE vol.2」
- 2002年12月 「M・D・S SHOWCASE vol.3」
- 2003年 7月 「PEACE 1st LIVE」 （バックダンサー）
- 2003年12月 「M・D・S SHOWCASE vol.4」
- 2004年 3月〜 5月 熱海花の博覧会だいだいパレード 「アンドロメダ姫とペルセウス王子」 （アンドロメダ役）
- 2004年11月 「PEACE 2nd LIVE」 （バックダンサー）
- 2004年12月 「M・D・S SHOWCASE vol.5」
- 2005年11月 劇団OPA 第17回公演 「熱海殺人事件＆DANCE SHOW OPA!OPA!OPA!」 第2部SHOWのみ
- 2005年12月 「M・D・S SHOWCASE vol.6」
- 2006年 7月・10月・11月 パフォーミングアーティスト「セロ」JAPANツアー「BELIEVE」 （ダンサー） [福岡、大阪、名古屋、静岡、神戸公演]
- 2006年 9月 「セロ」マジック革命「The Xperience」 （ダンサー） [ 東京国際フォーラム ]
- 2007年 3月 ロックミュージカルプロジェクトスペシャルライブ「SAKURADAYS〜さくらが散る前に伝えておきたいこと・・・〜」 [吉祥寺STAR PINE’S CAFE]
- 2007年 6月 「JACK's Anniversary 1st」 第2部「Sunday Night Fever」 （ダンサー） [原宿アストロホール]
- 2008年11月 「M・D・S SHOWCASE vol.9」 （ダンサー）
- 2009年 9月 「麻布ヤンキース」 [麻布アトリエ・フォンテーヌ]
- 2009年11月 「M・D・S SHOWCASE vol.10」 （ダンサー）

### 映画
- 2009年 1月 「20世紀少年 第2章」

### CM
- 2006年 「エイデン」 （エンタテイメント篇）
- 2007年10月 JR東日本「東京ステーションシティ ミュージカル編」
- 2008年 3月 東武動物公園
- 2008年 ながでんグループ
- 2008年 山梨中央銀行
- 2009年 JCBカード

### TV
- 2003年 EX「超星人グランセイザー」 （第7話 看護婦役）
- 2006年12月 NHK紅白歌合戦 BONNIE PINK （バックダンサー）

### ラジオ
- 2009年 9月 ネットラジオ伊吹唯の「おかげさまラジオ」 （ゲスト出演）

### PV
- 2005年 salyu「彗星」（トイズファクトリー） （バックダンサー）

### 企業VP
- 2005年 東大病院「医療事故防止啓発ビデオ」
- 2005年 リクルート「エイブリック」
- 2006年 ウィルソン「ビジネスマナー」
- 2007年 J－COM「ビジネスマナー」

### Web
- 2006年 リクルート「リクナビNext」

### 演出助手
- 2004年 6月〜 7月 「ミュージカル美少女戦士セーラームーン〜新かぐや島伝説」
- 2004年11月〜12月 「ミュージカル美少女戦士セーラームーン〜新かぐや島伝説・改訂版」
- 2005年 3月 「胡桃の部屋」
- 2005年 5月〜 6月 少年隊PLAYZONE「20th Anniversary」